# گایو ان چیچا
گایو اِن چیچا (انگلیسی: Gallo en chicha) یک غذای سنتی با گوشت مرغ در آشپزی السالوادوری است که در دیگر کشورهای آمریکای مرکزی مانند گواتمالا نیز مصرف می‌شود. این غذا با مرغ، چیچای السالوادوری و پانِلا (نوعی شکر قهوه‌ای) تهیه می‌شود. این خوراک تا حدی شبیه به «کوک او وَن» فرانسوی است، اما همانند بسیاری از غذاهای السالوادوری، ترکیبی از تأثیرات اروپایی با مواد اولیه و سنت‌های آشپزی محلی السالوادور به‌شمار می‌آید.
اگرچه این غذا در بیشتر مناطق السالوادور مصرف می‌شود، اما در بخش‌های غربی و مرکزی کشور رایج‌تر است و هم در مناطق روستایی و هم شهری پخته می‌شود.
از آنجا که پخت این غذا پیچیده و زمان‌بر است، معمولاً برای مناسبت‌های خاص و جشن‌ها مانند عیدها، تعطیلات ملی یا تولد نوزاد تهیه می‌شود.